# Дубосарский, Владимир Ефимович
Влади́мир Ефи́мович Дубоса́рский (род. 8 января 1964, Москва) — российский художник. С 1994 по 2014  работал в арт-дуэте с Александром Виноградовым. Член-корреспондент Российской академии художеств (2012).

## Биография
Родился в Москве в 1964 году, в семье художника Ефима Давидовича Дубосарского. Учился в Московском художественном училище памяти 1905 года (1980—1984), затем в Московском государственном художественном институте имени В. И. Сурикова (1988—1991). С 1994 года — член МОСХ.

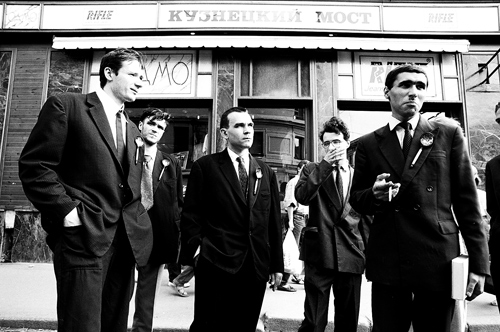
Москва 1993. художники В. Дубосарский, А. Сигутин, И. Китуп и А. Тер-Оганьян, футуристы на Кузнецком мосту, Москва.
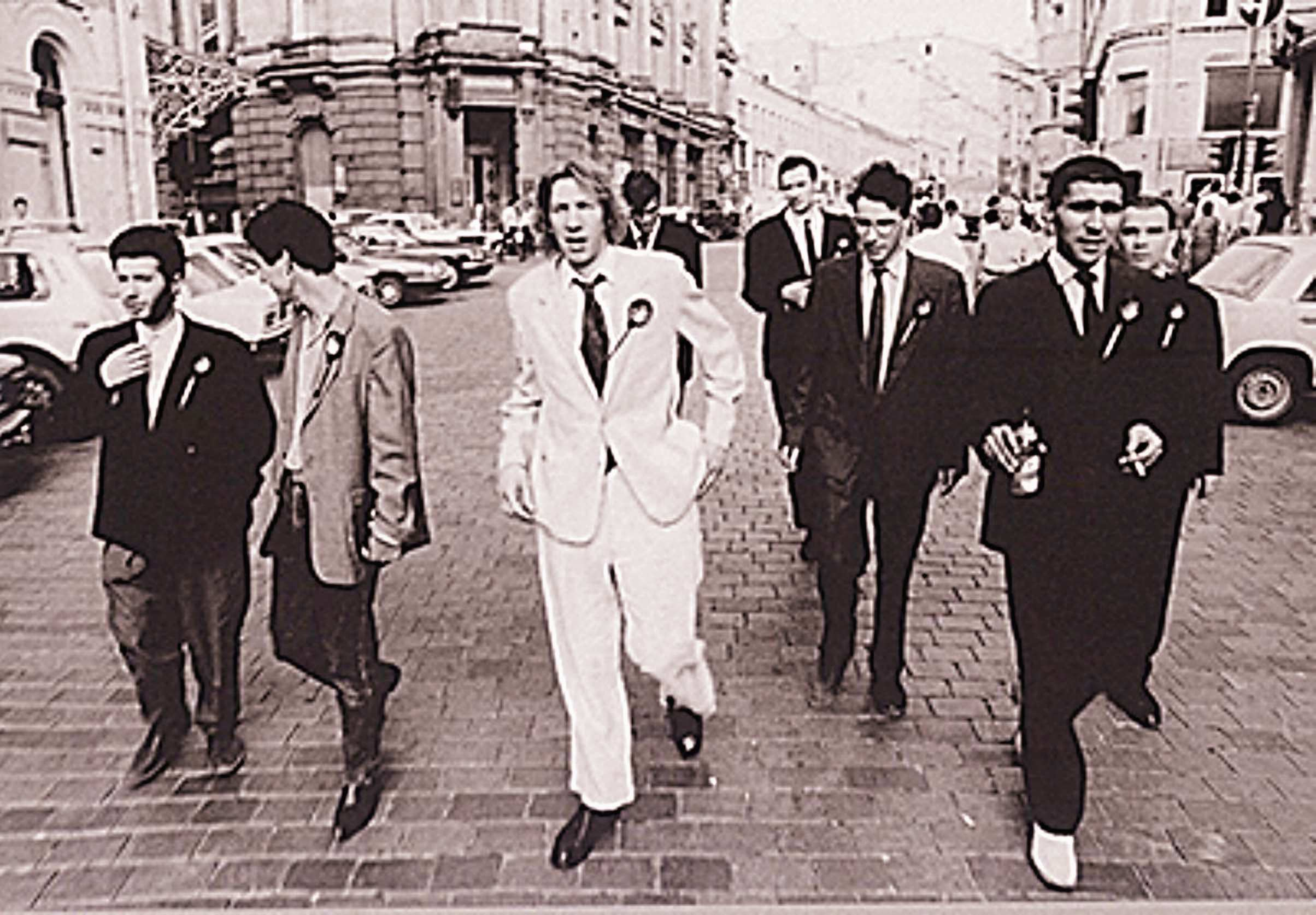
Акция «Футуристы выходят на Кузнецкий». Художники В. Касьянов, Д. Боссард, П. Аксёнов, А. Харченко, В. Дубосарский, И. Китуп, А. Тер-Оганьян, А. Сигутин.
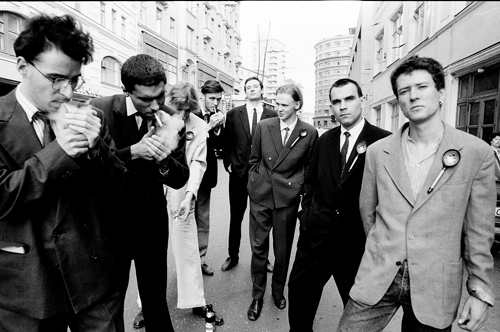
Акция «Футуристы выходят на Кузнецкий». Кузнецкий мост, Москва, 1993.

## Работы находятся в собраниях
- Государственная Третьяковская галерея, Москва.
- Государственный Русский музей, Санкт-Петербург.
- Московский музей современного искусства (MMOMA), Москва, Россия.
- Коллекция современного искусства Государственного музея-заповедника Царицыно, Москва.
- Новый музей, Санкт-Петербург.
- Центр Жоржа Помпиду, Париж, Франция.
- Музей Современного искусства, Авиньон, Франция.
- Duke University Museum of Art, Дархэм, США.